# آرت راک
آرت راک (به انگلیسی: Art rock) زیر شاخه ای از موسیقی راک است که نگاهی آوانگارد به موسیقی راک دارد. در حقیقت هدف آرت راک، تأکید بیشتر بر بعد هنری موسیقی راک به‌جای بعد سرگرمی آن است. در ساخت قطعات این سبک از سبک‌هایی نظیر موسیقی کلاسیک، موسیقی آوانگارد و جاز تأثیر گرفته می‌شود. موسیقی این سبک بیشتر با این رویکرد خلق شد تا شنونده را به اندیشیدن تا رقصیدن دعوت کنند. موسیقی‌دانانی مانند دیوید بویی در این سبک موفق‌تر بوده‌اند. «سه‌گانه برلین» اثر بویی از تاثیرگذارترین‌های این زیرژانر است.
دوران اوج این سبک را می‌توان دههٔ ۷۰ میلادی و در بین هنرمندان بریتانیایی دانست. این سبک موسیقی با قرار گرفتن در کنار اجراهای تئاتر گونه اش بروی صحنه‌های موسیقی، برای جوانانی که به دنبال بعد هنری در موسیقی و شعرهای معناگرایانه و پیچیده بودند بسیار خوشایند بود. به بیان دقیق تر آرت راک بین سال‌های ۶۶ و ۶۷ خلق شد و تا ظهور پانک راک در میانه‌های دههٔ ۷۰ به حیات خود ادامه داد و در سال‌های بعد با سبک‌های جدید و مردمی‌تر تلفیق شد.

## تعریف

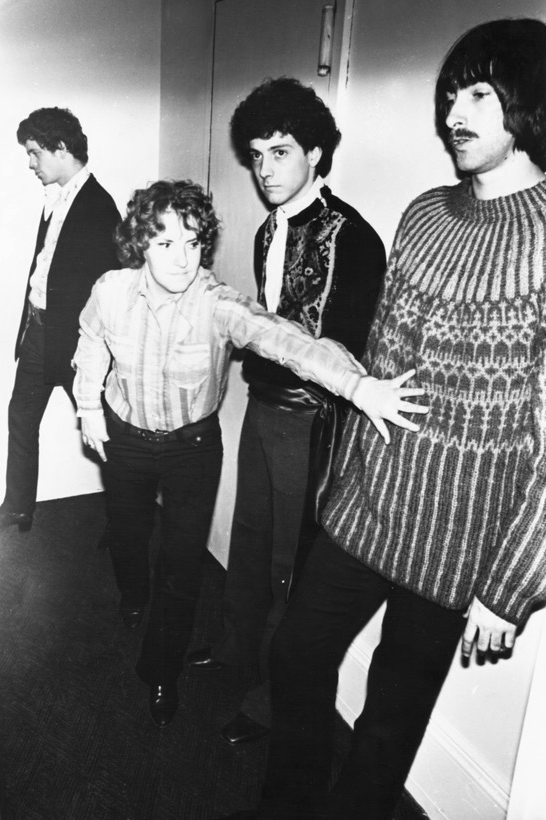
گروه ولوت آندر گروند، سال ۱۹۶۸

«جان راک ول» منتقد موسیقی می‌گوید که آرت راک بواسطهٔ گرایش آوانگارد، تجربی، بهره‌گیری از موسیقی کلاسیک و خلاقیت فردی یکی از گسترده‌ترین زیر مجموعه‌های موسیقی راک به حساب می‌آید. در موسیقی دههٔ ۷۰ مفهوم کلمهٔ «آرت» عموماً به «آوانگارد افسارگسیخته» اشاره داشت. آرت راک معمولاً با پراگرسیو راک از لحاظ معنایی یکسان هستند. از بعد تاریخی، این واژه برای توصیف دو سبک مرتبط ولی بسیار از هم متمایز راک استفاده می‌شود. سبک اول پراگرسیو راک، در حالی که دومی دلالت بر گروه‌هایی دارد که هیپی‌ها و رویکردشان را به عنوان هنری مدرن نمی‌پذیرفتند، این رویکرد آوانگارد توسط گروه ولوت آندرگروند تعریف شد.
آرت راک بروی سنت‌های عاشقانه و آزاد تأکید دارد، برخلاف آن تصویر مقطعی و زودگذری که سبکی مانند آرت پاپ برایمان خلق می‌کند. در کتاب «موسیقی مردمی آمریکا» اثر لری استار و کریستوفر واترمن، آرت راک به عنوان فرمی از موسیقی راک تشبیه شده که موسیقی راک و موسیقی کلاسیک اروپایی را با هم درآمیخته. در ادامه این کتاب گروه‌هایی مانند کینگ کریمزون، امرسون، لیک اند پالمر و پینک فلوید را برای درک بهتر خواننده مثال می‌زند. ساختارهای مشترک و ثابتی که در بیشتر این گروه‌ها دیده می‌شود، موسیقی آلبوم محور است تا آهنگسازی جداگانه و مشخصی برای هر قطعه، معمولاً هم قسمت‌های طولانی و پیچیدهٔ بی کلام و سمفونیک در این موسیقی‌ها به وفور یافت می‌شود. شعرهای این قطعات نیز عموماً خیال پردازانه و سیاست محور هستند.
از تفاوت‌هایی که بین آرت راک و پراگرسیو راک مطرح می‌شوند می‌توان به ساختار رمان ادبی گونه و تأثیر هنرهای تجربی و آوانگارد بروی آرت راک اشاره کرد، در حالی که در موسیقی پراگرسیو راک تأکید بیشتر بروی آموزه‌ها و تکنیک‌های پیچیدهٔ موسیقی کلاسیک و نوازندگی، درونمایهٔ ادبی و ویژگی‌های سمفونیک است. در مقایسه با موسیقی پراگرسیو، آرت راک «پر صدا تر» و تأثیری کمتری از موسیقی کلاسیک گرفته‌است و تأکید بیشتری بروی موسیقی آوانگارد دارد. از تشابهاتشان می‌توان به اغلب بریتانیایی بودن آن و همچنین تلاش این گروه‌ها برای بالا بردن ارزش و سطح هنری موسیقی راک بوده‌است.
آرت راک همچنین می‌تواند به موسیقی راک الهام گرفته از موسیقی کلاسیک یا موسیقی پراگرسیو راک- فولک تلفیقی اشاره داشته باشد. بروس ادر در مقاله "تاریخچهٔ اولیهٔ آرت راک/پراگرسیو راک می‌گوید که "پراگسیو راک که بعضاً با نام‌های آرت راک و کلاسیکال راک نیز شناخته می‌شود، موسیقی دارد که در آن گروه‌های موسیقی بیشتر قطعات موسیقی (مانند موسیقی کلاسیک) را می‌نوازند تا یک آهنگ (موسیقی مردمی‌تر). آن‌ها ریف‌هایی را از باخ، بتهوون و واگنر را قرض می‌گیرند تا چاک بری و بو دیدلی،  و از ادبیاتی نزدیک به ویلیام بلیک یا تی. اس الیوت بهره می‌برند تا افرادی مانند کارل پرکینز یا ویلی دیکسون.

## تاریخچه

### دههٔ ۶۰

#### پیش زمینه
پیوند ناگسستنی موسیقی‌های آرت و پاپ از میانه‌های قرن بیستم رو به زوال رفت. بنا بر اطلاعات درج شده در فرهنگ لغات آنلاین وبستر، نخستین بار در سال ۱۹۶۸ از کلمهٔ آرت راک استفاده شده‌است. زمانی که تب انتشار آلبوم به‌جای تک آهنگ بین گروه‌های پاپ بالا گرفت،

بسیاری از گروه‌های راک آثاری تولید می‌کردند که از نظر هنری بسیار فاخر باشند، جایی که در آن آرت راک شکوفا می‌شود. در سال‌های پایانی دههٔ ۶۰ آرت راک در کنار پراگرسیو راک و اکسپریمنتال یا همان راک تجربی شروع به رشد کرد. 
در اواخر دههٔ ۶۰ و اوایل ۷۰, موسیقی راک معمولاً نگرش به هنر موزیکال را همزمان هم به چالش می‌کشید هم در پیشرفت آن همکاری می‌کرد. از شواهد آن می‌توان از آلبوم بیچ بویز 'Pet Sounds و آلبوم بیتلز Sgt. Pepper , فرانک زاپا Freak Out! … د هو Tommy و آلبوم نیمهٔ تاریک ماه گروه پینک فلوید که از نظر فنی بسیار پیشرفته بود و همچنین آثار تلفیثی جز/راک مایلز دیویس مشاهده کرد.

—Michael Campbell, Popular Music in America, 2012 

##### پایه‌گذاران

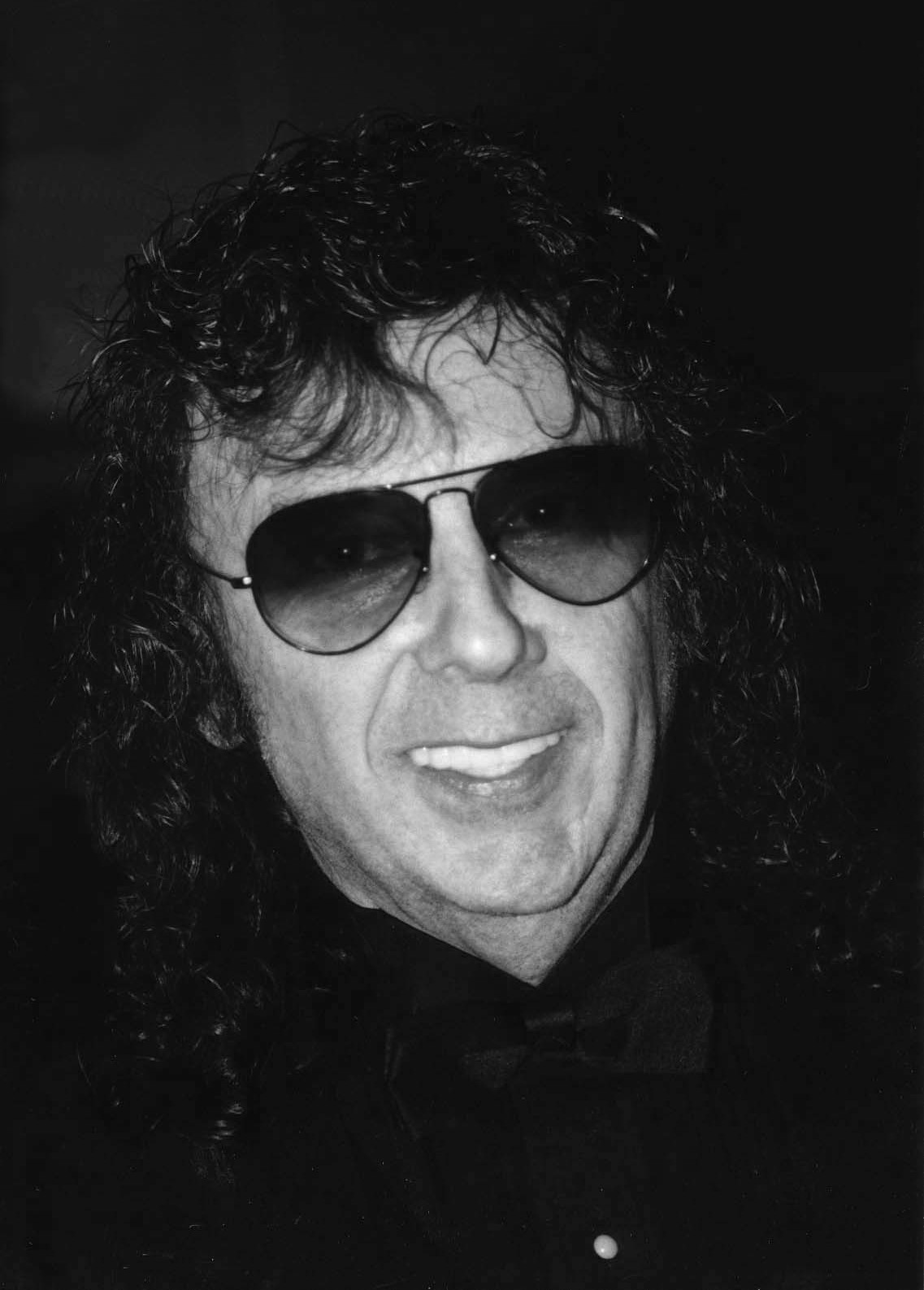
فیل اسپکتور

از فیل اسپکتور به عنوان نخستین چهره آرت راک یاد می‌شود. به گفتهٔ ریچارد ویلیامز، منتقد ورزشی و روزنامه‌نگار بریتانیایی، این تهیه‌کننده و آهنگساز (اسپکتور) شیوهٔ جدیدی را خلق کرد که در آن تهیه‌کننده، کارگردان یک پروسهٔ خلق اثر هنری می‌گردد، از ابتدا تا انتها آن. او هدایت همه چیز را به دست می‌گرفت، متریال لازم را خودش می‌نوشت یا انتخاب می‌کرد، تنظیمات قطعات تحت نظارت خودش بود، به خواننده نحوهٔ ادای کلمات را دیکته می‌کرد، با ریزبینانه و سختگیرانه‌ترین شرایط ممکن بخش ضبط قطعات را هدایت می‌کرد، و در نهایت نیز آلبوم را با لیبل خود منتشر می‌کرد. وی در ادامه می‌افزاید که اسپکتور راک را از یک هنر نمایشی به هنری که در یک استدیوی موسیقی زنده می‌شد بدل کرد و راه را برای آرت راک هموار کرد.
برایان ویلسون رهبر گروه بیچ بویز نیز از اولین نمونه‌های آهنگساز/تهیه‌کنندگان موسیقی به‌شمار می‌رود. مانند اسپکتور, ویلسون نیز به سختگیری در استودیو شناخته می‌شود، وی همچنین طی سال‌ها در طی روند استادی در ضبط موفق به ایجاد فضاهایی با آکوستیک خارق‌العاده شد. پیتر آمس کارلین زندگینامه نویس می‌گوید که «ویلسون پیشگام تولید نوع جدیدی از آرت راک بود که امکان تلفیق با موسیقی پاپ روز را داشت». با بهره‌گیری از تأثیرات آثار ویلسون و با الگو قرار دادن فرایند کاری جرج مارتین (تهیه کنندهٔ موسیقی) با بیتلز, از میانه‌های دهه ۶۰ تهیه‌کنندگان موسیقی به مرور استودیوهای ضبط موسیقی را بسان آلت موسیقی دیدند که به کمک روند آهنگسازی می‌آیند. استفان هلدن (منتقد موسیقی) می‌گوید که آثار ضبط شدهٔ بیتلز, اسپکتور و ویلسون در میانه‌های دههٔ ۶۰ به عنوان نقطهٔ شروع آرت پاپ قلمداد می‌شوند، که باعث خلق آرت راک آلوده به موسیقی کلاسیک در انتهای دههٔ ۶۰ شد.
بسیاری از گروه‌های برتر دههٔ ۶۰ بریتانیا مانند اعضای بیتلز، رولینگ استونز، کینکس،  10 سی سی، د موو، یاردبردز و پینک فلوید همگی از مدارس هنر به موسیقی پا گذاشتند. تفاوت آنها با رقبای آمریکایی در کشمکش با کلمات صنعتی و سر و کله زدن با محاسبات ریاضی بود که متمایزشان می‌کرد. در میانهٔ دههٔ ۶۰, روند مبتنی بر پایهٔ هنر و اصالت که تا پیش از این در انحصار آمریکایی‌ها و آثارشان که به وفور در سبک‌های راک اند رول و آر اند بی دیده می‌شد بود، در بین بریتانیایی‌ها قوت گرفت.
بنا به گفتهٔ ریچارد گلداشتاین روزنامه‌نگار، بسیاری از موسیقی دانان مردمی ساکن کالیفرنیا (مانند ویلسون) علاقه داشتند تا به عنوان هنرمند شناخته بشوند و تلاش زیادی برای این موضوع صورت می‌گرفت. گلداشتاین در ادامه توضیح می‌دهد که خط میان هنجارشکنی قوانین موسیقایی و ساخت «موسیقی عامه پسند واقعی» باعث شد که آن‌هایی که اعتماد به نفس بالایی نداشتند (برخلاف باب دیلن و بیتلز) محکوم به شکست و در نتیجه بازندگان قابل احترامی می‌شدند که در ادامه چند آلبوم کم فروش منتشر می‌کردند که در نهایت این معمولاً به معنای سکوت آنها بود… آن‌ها برای شهرت تلاش می‌کردند، که ویژه آدم‌های ضعیف است، اما همزمان می‌خواستند هنر هم تولید کنند، و زمانی که این دو محقق نمی‌شدند، به تشویش و سردرگمی می‌رسیدند.

## گروه‌ها
- ولوت آندرگراند
- کینگ کریمسون
- تول
- پینک فلوید
- ردیوهد